# Halosarpheia fibrosa
Halosarpheia fibrosa är en svampart som beskrevs av Kohlm. & E. Kohlm. 1977. Halosarpheia fibrosa ingår i släktet Halosarpheia och familjen Halosphaeriaceae.   Inga underarter finns listade i Catalogue of Life.